# نادژدا رومیانتسوا
نادژدا رومیانتسوا (روسی: Наде́жда Васи́льевна Румя́нцева؛ ۹ سپتامبر ۱۹۳۰ – ۸ آوریل ۲۰۰۸) یک هنرپیشه اهل روسیه بود.
وی در ۹ سپتامبر ۱۹۳۰ در بخش گارگارینسکی، استان اسمولنسک به دنیا آمد. رومیانتسوا هنرمند مردمی جمهوری شوروی فدراتیو سوسیالیستی روسیه در سال ۱۹۹۱ بود. وی در ۸ آوریل ۲۰۰۸ در سن ۷۷ سالگی در مسکو درگذشت و گورستان ارامنه این شهر به خاک سپرده شده‌است.

## گزیده فیلمشناسی
از فیلم‌ها یا برنامه‌های تلویزیونی که وی در آن نقش داشته‌است می‌توان به دختران (۱۹۶۱)، خورشید سفید بیابان (۱۹۶۹)، دوازده صندلی (فیلم ۱۹۷۱) (۱۹۷۱) و ۳۸ طوطی (۱۹۷۶) اشاره کرد.